# Депсиди
Депсиди су природна ароматична једињења настала кондензацијом C1-C6 фенолних једињења. Наиме, то је процес међусобне естерификације фенолних киселина, при чему карбоксилна група једне киселине реагује са хидроксилном групом друге киселине. Естарска веза између фенолне и карбоксилне ароматичне групе се назива и депсидна веза. Ензим који раскида депсидну везу се назива депсидаза, а један од примера је ензим таназа, који катализује реакцију хидролизе.
Депсиди су увек полифенолна једињења. Најчешће киселине које улазе у састав депсида су шикимска и хинска киселина. 
Будући да се проста ароматична једињења јављају углавном код биљака и имају улогу и као примарни и секундарни метаболити, депсиди су пронађени код лишајева, и то васкуларних биљака, укључујући вресове, уснатице, макове и миртовке. Депсиди се често јављају у виду гликозида или кондензованих производа и учествују у реакцијама оксидо-редукција код биљака.
Пример депсида је дериват оксициметне киселине и лекахоринска киселина, која настаје као естар из два молекула орселинске киселине.
Даља класификација простих ароматичних једињења се наставља када се формирају два или више депсида, тј. дидепсиди или полидепсиди галне киселине, као и естри галне киселине са глукозом се сврставају у танине прве групе, другачије хидролизабилни танини. Катехини и леукоантоцијанидини сврставају се у танине друге групе, односно кондензовани танини и за њих је карактеристично да не могу да се хидролизују.